# Блажина, Мате
Мате Блажина (сербохорв. Mate Blažina / Мате Блажина; 10 марта 1925, Чемпаровица — 15 апреля 1945, между Локве и Делнице) — югославский хорватский партизан времён Народно-освободительной войны Югославии, Народный герой Югославии.

## Биография
Родился 10 марта 1925 в Чемпаровице. В партизанском движении с 1943 года, участвовал в серии диверсионных операций на территории Лабинштины. Член КПЮ с августа 1944 года. За проявленную храбрость в боях с немцами в том же месяце награждён орденом «За храбрость».
15 апреля 1945, будучи военнослужащим 4-й армии, погиб в битве с усташскими войсками между Локве и Делнице.
27 ноября 1953 посмертно награждён Орденом и званием Народного героя Югославии.